# Троль

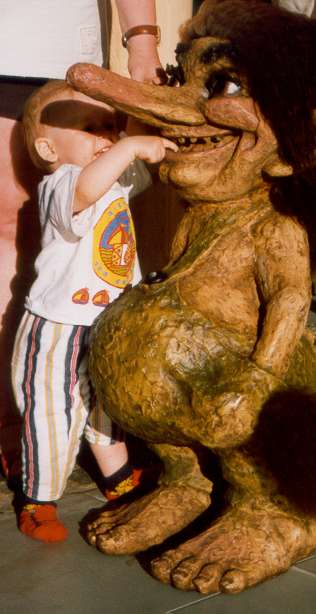

Троль — у скандинавському фольклорі, скандинавській міфології та скандинавських казках це потворний карлик або гігант чи демон — антисоціальне, сварливе та невдале створіння, яке робить шкоду.
Легенди про тролів зародилися в Скандинавії. За легендами лякали місцевих жителів своїми розмірами і чаклунством. За іншим повір'ям тролі жили в замках і підземних палацах. На півночі Британії є кілька великих скель, про які існують легенди — нібито це і є тролі, заскочені сонячним світлом. У міфології тролі бувають не тільки величезними гігантами, схожими на огрів, але і маленькими, схожими на гномів істотами, звичайно живуть у печерах (таких тролів зазвичай називали лісовими). Деталі образу тролів у фольклорі сильно залежать від країни. Іноді вони описуються різноманітно навіть в одній і тій же легенді. Найчастіше тролі — потворні істоти, від трьох до восьми метрів зростом (іноді можуть змінювати свій розмір) [джерело?], майже завжди атрибутом зовнішності троля на зображеннях є дуже великий ніс. Мають природу каменю (народжуються з скелі), перетворюються в камінь на сонці. Харчуються м'ясом. Часто пожирають людей. Живуть по одному в печерах, лісах або під мостами. Тролі під мостами дещо відрізняються від звичайних. Зокрема, можуть з'являтися на сонці, не їдять людей, поважають гроші, охочі до людських жінок (бачать в них не їжу). Є легенди про дітей тролів і людських жінок.

## Норвегія
Вирізані з дерева фігурки тролів — улюблений об'єкт народного промислу. Тролів часто пов'язують з нафтовими родовищами в Північному морі, одне з них так і називається — «Троль». Але частіше з тролями пов'язують, звичайно ж, утворення гір і скель, про які люди кажуть, що це тролі, обернені на камінь, наприклад: Тролльтінди, Тролльхольм, Тролльхейм, Йотунхейм і багато інших. У Норвегії є й інші географічні назви, пов'язані з тролями: Тролльвей («шлях тролів»), Тролльботн («ущелина тролів»), Тролльванн («озеро тролів»), Сходи тролів та Стіна тролів.
За норвезьким переказами, побачити троля можна в глухому лісі або високо в горах. Троль на вигляд схожий на гору або гігантський валун, порослий мохом і вересом, а іноді і деревами. У норвезького троля може бути одна, три, п'ять, шість, сім, дев'ять або більше голів.
Предками тролів, в уявленнях норвежців, є велетні-йотуни/єтуни (норв. jotun, множ.- jotner), які стояли біля витоків утворення світу. Назва «Йотуні» у пізній фольклорній традиції збереглася як «ютул» (норв. jutul, jøtul). Є також давньоскандинавська назва «рисі» (норв. rise). У будь-якому випадку, слово «троль» стало загальним означенням гірського велетня, а іноді і означенням всієї нечисті. Більш того норвезьке слово «чари, чаклунство» теж має корінь «троль» — «тролльскап» (trollskap).
За переказами, велетні ворогували з богами і людьми. Про них говорили, що вони люті жорстокі й уперті. Найвідоміший борець з Йотуні — бог Тор. Він перемагав їх своїм знаменитим молотом Мйольніром завдяки своїй мужності й хитрості. Однак у міфології є згадки і про те, як Йотуні і аси закохувалися одне в одного. У пізній фольклорній традиції велетку називали гюграмі.
З християнізацією Норвегії у тролів з'явився новий ворог — Олаф Святий. Олаф мав особливий дар: він міг керувати горами і скелями, вмів обертати тролів в камінь. Згодом велетні намагалися боротися і з церквами.
Існують розповіді про те, що тролі іноді з'являються серед людей у людській подобі. Зазвичай людина не відразу може здогадатися, з ким має справу. Однак рекомендовано, запідозривши недобре, в жодному разі не тиснути незнайомцю руку. Вони також можуть набувати вигляд собаки, чорного козла або дружньої людини з хвостом. Головне — знати, як поводитися з ними. По-перше, зберігайте таємницю свого імені. Не приймайте від троля гостинців і біжіть геть так, щоб ваші сліди утворили хрест з борознами плуга на ріллі. Якщо ви зустрілися в ущелині, запросіть троля проїхати за вами до світла: він скам'яніє з появою яскравого сонця.
Тролі часто викрадали людей. Однак фольклорна традиція надавала кілька способів захиститися від тролів або протистояти їм. Перш за все, це, звичайно ж, християнський хрест, звук церковних дзвонів і все інше, що пов'язано з християнською релігією. Якщо потрібно було звільнити бранців тролів з гір, то треба було дзвонити в дзвони. Якщо ж церква була так далеко, що до гір не долинав дзвін, то дзвін приносили в гори і дзвонили там.
Розповідають, що не завжди троль шкодить людині, буває він і добродушним і виступає як привітний господар. Траплялося, що тролі допомагали людям, а люди — тролям.

## В літературі
Зовнішність татуся-троля чомусь викликала в пам'яті Каті образ степової «кам'яної баби» — обвітреного плосколикого бовдура з очима-щілинками і товстою шишкою пористого носа. Хоча, якщо підходити об'єктивно, глава тролячого сімейства швидше нагадував дрімаючого після ситної трапези борця сумо Малючка і Карлссон-2 чи Їжа, мовчати. Олександр Мазін і Ганна Гурова. стор.17.

## Галерея

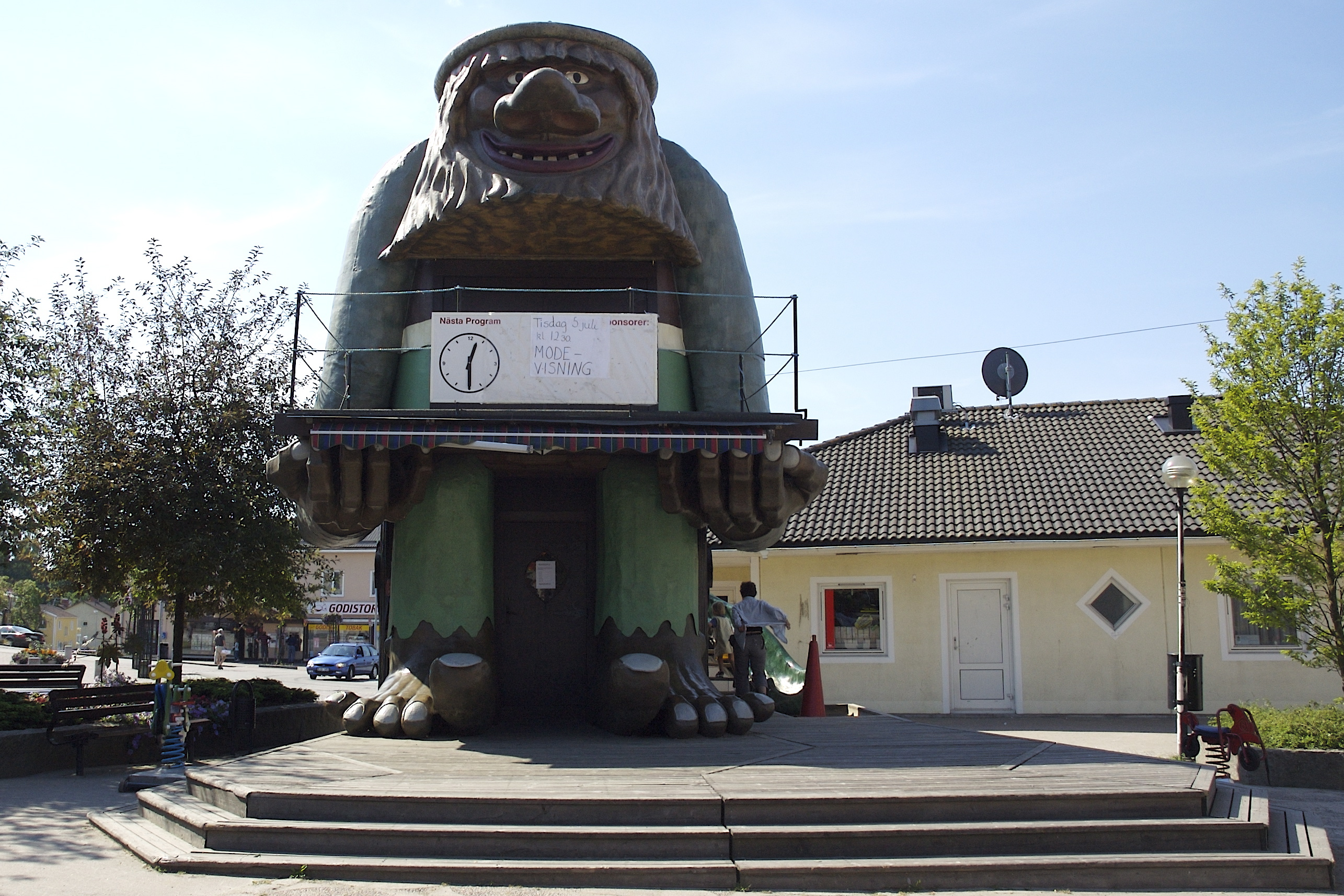
Будівля у вигляді троля. Вермланд, Швеція
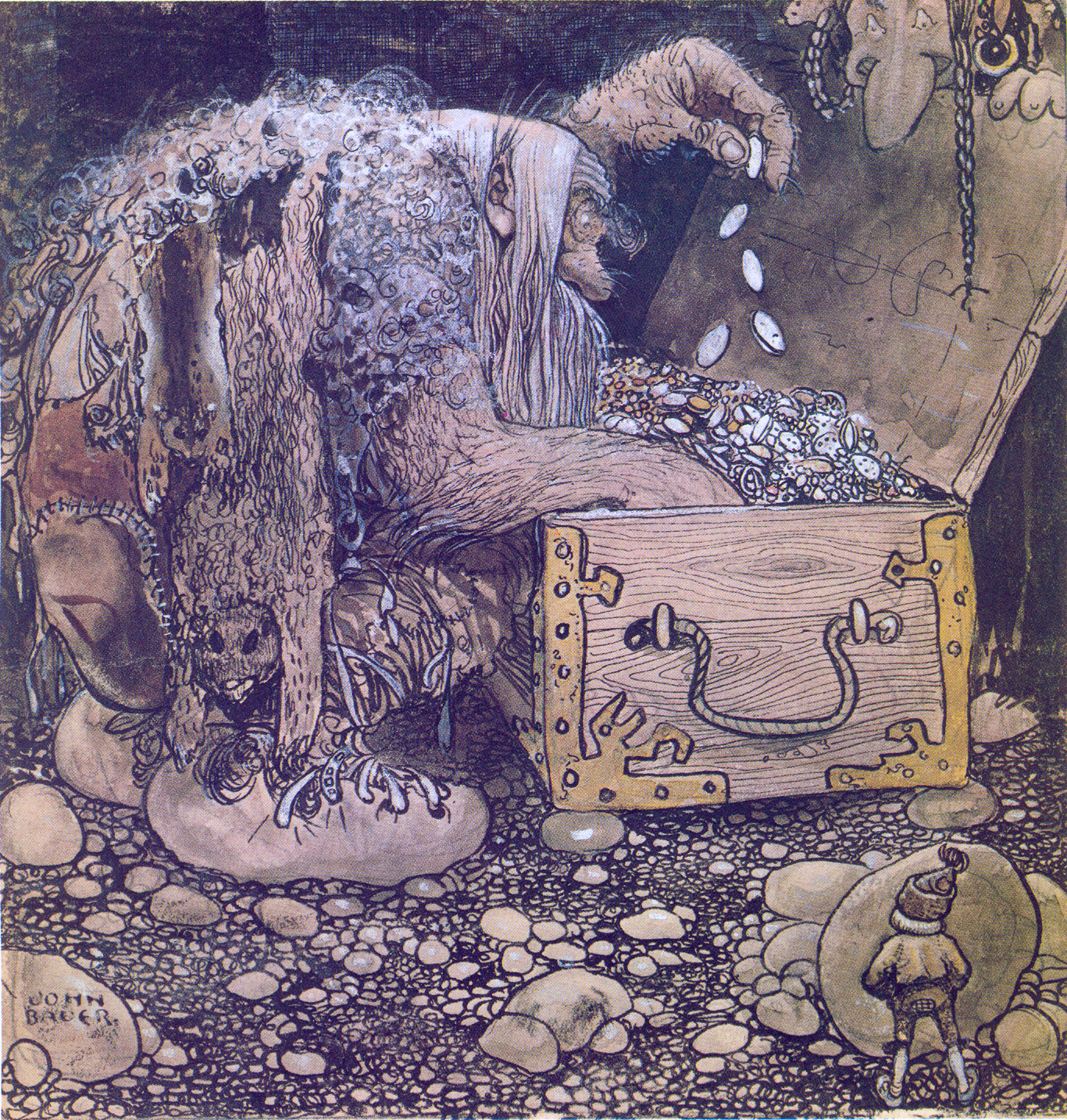
Тролі перераховують свої багатства. Мал. Йона Бауера
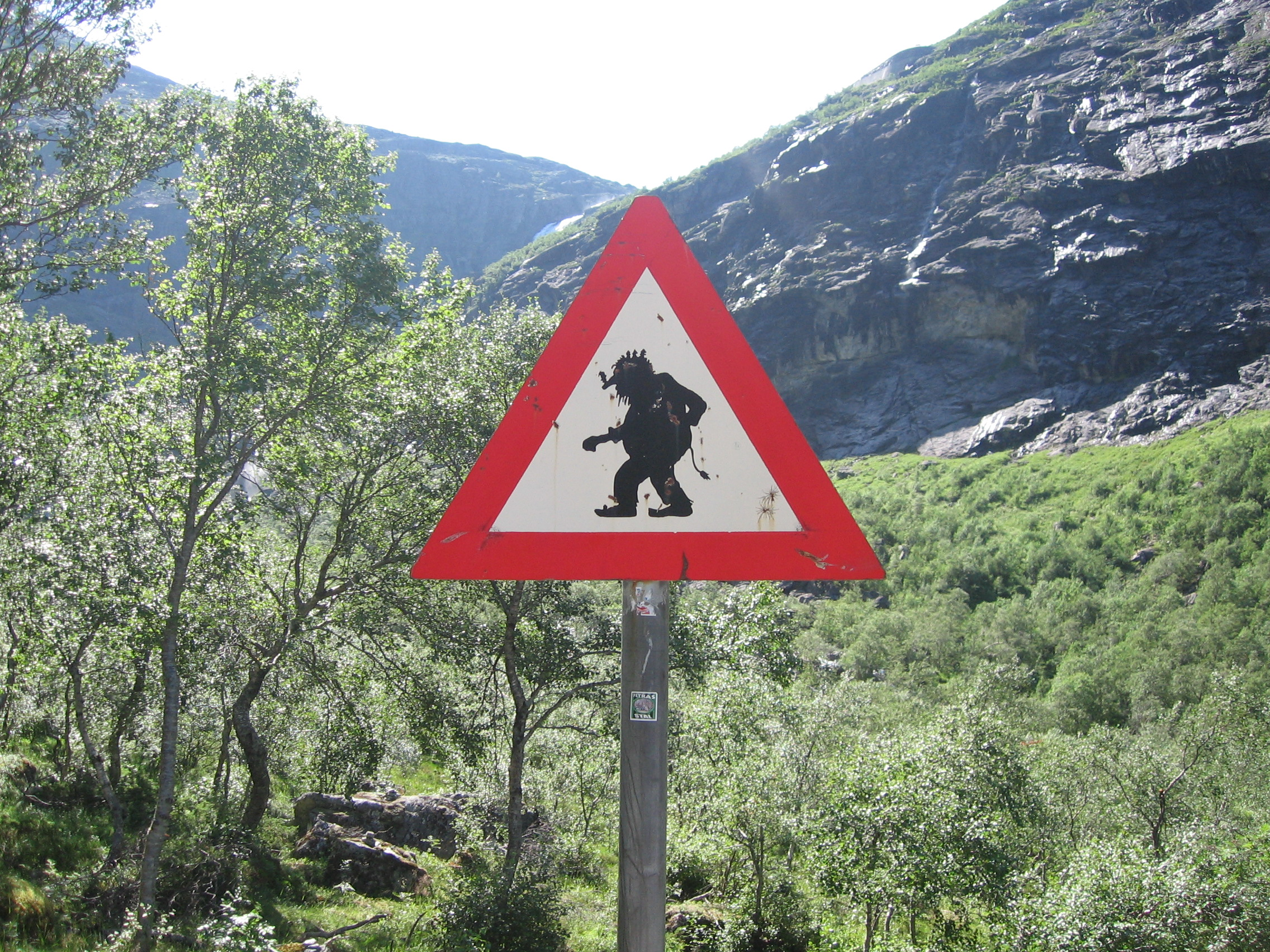
Дорожній знак «Обережно, каменепад!» із зображенням троля
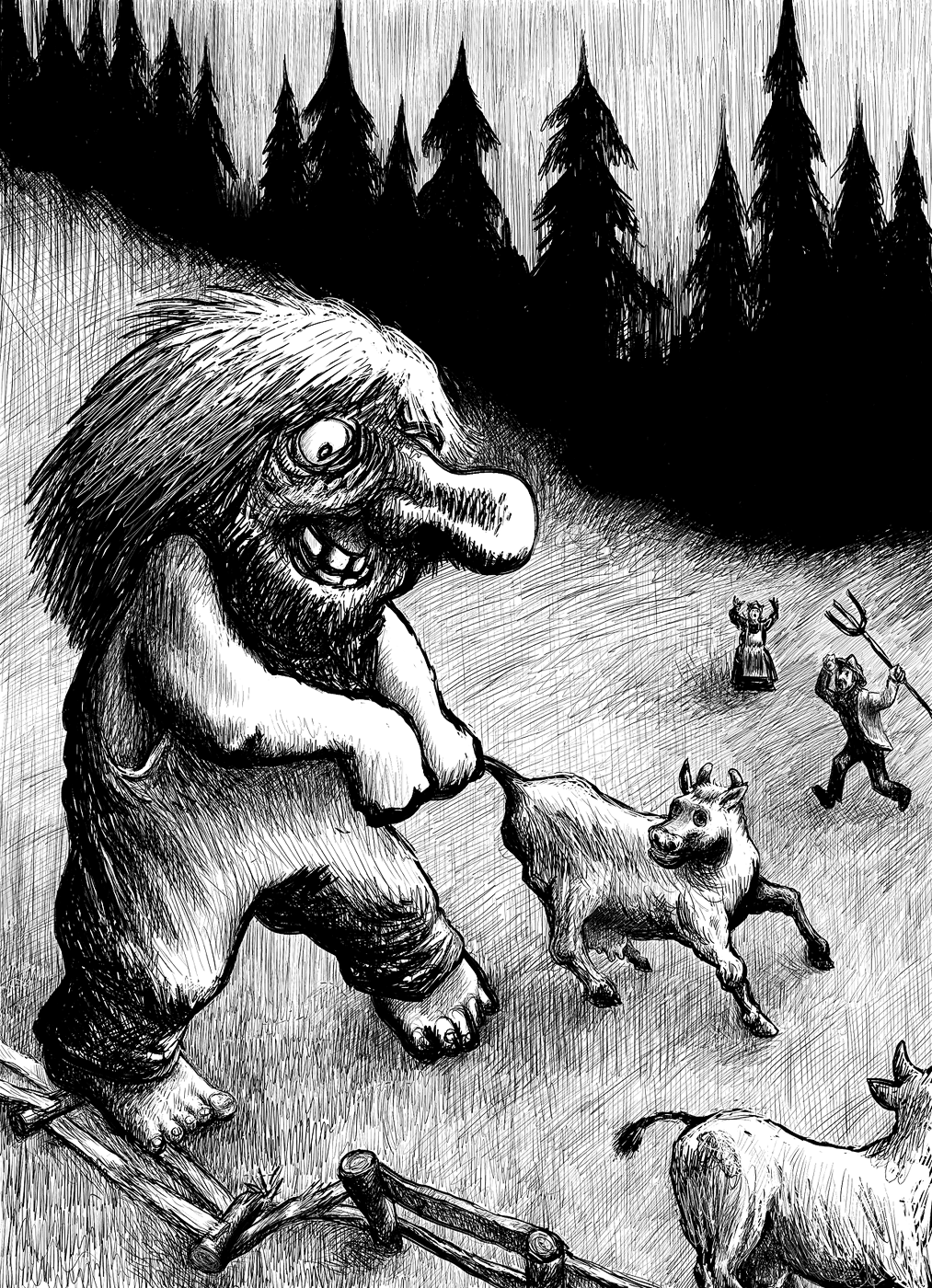
Троль краде корову
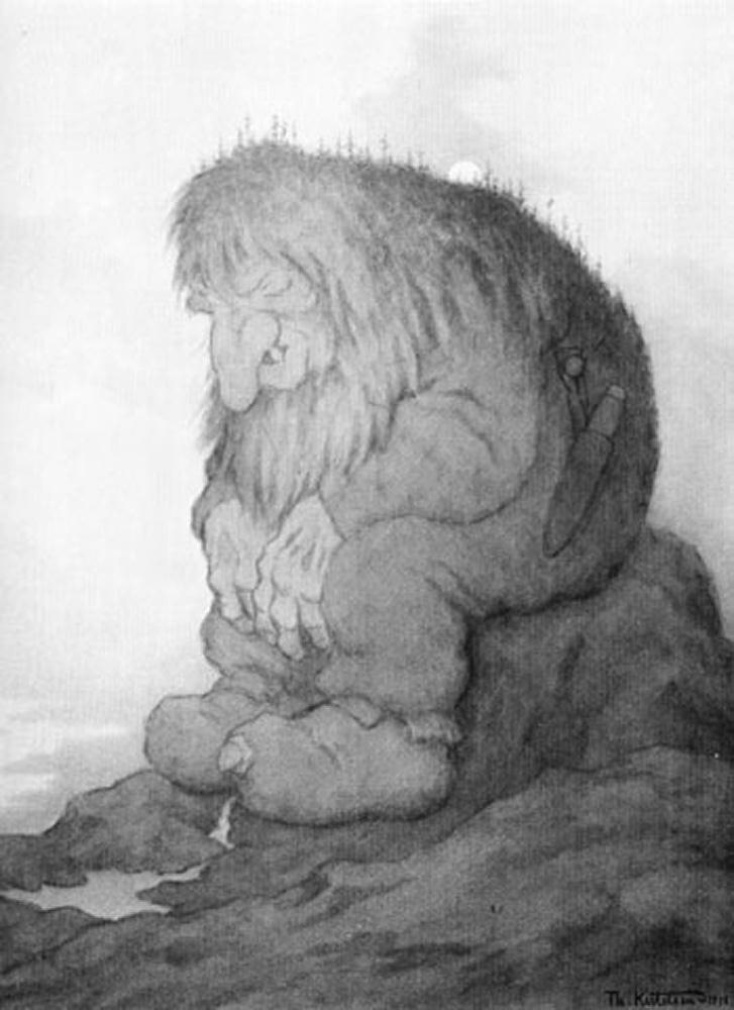
«Троль» — малюнок Теодора Кіттельсона